# Eugen Payer
Eugen Payer (ur. 6 lipca 1891 w Sopronkövesdzie; zm. w 1957 w Győrze) – węgierski trener piłkarski.

## Kariera trenerska
W 1924 roku rozpoczął pracę trenerską w Cremonese. Następnie do 1948 prowadził kluby Udinese, Torino, Grion Pola, Savona, Fiumana, Napoli i Bellinzona. 
Zmarł w 1957 roku w wieku 66 lat.

## Sukcesy i odznaczenia

### Sukcesy trenerskie
Udinese
- mistrz Prima Divisione (1x): 1928/29

Bellinzona
- mistrz Szwajcarii (1x): 1947/48